# Antonio Cotrino Heras
Antonio Cotrino Heras (* 25. November 1976 in Málaga) ist ein ehemaliger spanischer Beachvolleyballspieler.

## Karriere
Cotrino Heras spielte 2001 und 2002 an der Seite des Olympiateilnehmers Javier Bosma international auf der FIVB World Tour und der europäischen CEV-Tour. Bei der Weltmeisterschaft 2001 in Klagenfurt wurden Bosma/Cotrino Heras Gruppensieger, verloren dann aber in der ersten Hauptrunde gegen die US-Amerikaner Blanton/Fonoimoana. Bei den Europameisterschaften 2001 in Jesolo und  2002 in Basel schieden die Spanier jeweils sieglos aus. Bestes Ergebnis auf der  World Tour war für Cotrino Heras Platz fünf 2002 bei den Mallorca Open. Ein Jahr später endete die EM in Alanya für Cotrino Heras und seinen neuen Partner Juan Claudio Garcia Thompson trotz eines Auftaktsieges gegen die Schweizer Egger/Heyer als Gruppenletzter in der Vorrunde. Kurz darauf kamen die Spanier als Gruppenzweite in die KO-Runde der WM in Rio de Janeiro und verloren gegen die Brasilianer Fred/Brazão.